# Веселая Горка (Тверская область)
 Весёлая Горка  — хутор в Максатихинском районе Тверской области. Входит в состав Рыбинского сельского поселения.

## География
Находится в северо-восточной части Тверской области на расстоянии приблизительно 31 км по прямой на север от районного центра поселка Максатиха.

## История
В 1859 году здесь (тогда территория Бежецкого уезда Тверской губернии) был учтен 1 двор. До 2014 года входила в Селецкое сельское поселение.

## Население
Численность населения: 11 человек (1859 год), 1 (русские 100 %) в 2002 году, 0 в 2010.